# João II de Monferrato
João II de Monferrato ou João II Paleólogo, em italiano:  Giovanni II Paleologo  (5 de fevereiro de de 1321 - 19 de março de 1372); foi marquês de Monferrato.
Filho do marquês Teodoro I, João governou junto ao pai já desde 1336. A morte do pai em 1338 ocasionou sua subida ao trono. A partir de então João II tentou estender os domínios da marca com prejuízo aos senhores limítrofes.
Com a ajuda do seu primo Otão IV de Brunswick-Grubenhagen, João revoltou-se contra os angioini do Piemonte e os Saboia. Em 9 de outubro de 1338, João foi nomeado governador de Asti. Em 22 de abril de 1345, na Batalha de Gamenario, João derrotou definitivamente o vigário angioino Reforza d'Angoult.
Com o apoio tácito de Luchino Visconti, João conseguiu ocupar Alba, Bra, Valenza e em 1348 Cuneo. Seu poder aumentou em 1355, quando acompanhou o imperador Carlos IV de Luxemburgo à Itália: a partir daquele momento tornou-se senhor de Cherasco, Novara e Pavia.
Uma vez perdido o apoio imperial após o matrimônio contratado em Montpellier em 4 de setembro de 1358 con lsabel de Maiorca, João teve que enfrentar o ataque dos imperiais e dos Visconti, conflito que concluir-se com a restituiçãodos territórios ocupados por João II na região de Pavia em favor das possessões dos Visconti na região de Asti. Mas a situação lhe era desfavorável: muitos dos seus vassalos passaram para o lado dos mais poderosos Visconti.
Depois da vitória da companhia de aventura do Tard-Venus Brignais (6 de abril de 1362) sobre a armada do rei João II da França, comandada pelo conde das Marcas Jaime I de Bourbon, e e a tomada de Pont-Saint-Esprit por parte dos mercenários, que estavam devastando Borgonha e Linguadoca e ameaçavam Avinhão, o papa Urbano V deu a João 60 000 florins de ouro para que assumisse a seu soldo uma grande parte desses mercenários, coisa que ele fez impondo-lhes disciplina.
João II fez seu testamento em 1372: em tal ato ele confere a Otão de Brunswick e a Amadeu VI de Saboia o dever de educar os seus filhos. João morreu em Volpiano próximo a Turim logo após compor seu testamento. O seu corpo repousa em Chivasso.

## Descendência
Do matrimônio com Isabel de Maiorca nasceram:
- Otão, dito Secondotto (1358 – 1378), seu sucessor direto;
- João (1361 – 1381), marquês de Monferrato depois do irmão Otão com o nome de João III;
- Teodoro (1364 – 1418), marquês de Monferrato depois dos irmãos Otão e João, com o nome de Teodoro II de Monferrato;
- Guilherme  (1365 – 1400);
- Margarida, casada com Pedro II de Urgell.